# 東阿多駅
東阿多駅（ひがしあたえき）は、かつて鹿児島県日置郡金峰町宮崎（現・南さつま市金峰町宮崎）にあった鹿児島交通知覧線の駅（廃駅）である。

## 歴史
- 1928年（昭和3年）9月1日：薩南中央鉄道の新田駅として開業（東阿多駅への改称時期は不明）。
- 1943年（昭和18年）4月2日：薩南中央鉄道が南薩鉄道に吸収合併され、同社知覧線の駅となる。
- 1965年（昭和40年）11月15日：知覧線廃止に伴い廃駅。

## 駅構造
地上駅であった。

## 隣の駅
鹿児島交通
知覧線
阿多駅 - 東阿多駅 - 花瀬駅